# Athlon X4
 (novembre 2021).
La mise en forme du texte ne suit pas les recommandations de Wikipédia : il faut le « wikifier ».
Les points d'amélioration suivants sont les cas les plus fréquents :
- Les titres sont pré-formatés par le logiciel. Ils ne sont ni en capitales, ni en gras.
- Le texte ne doit pas être écrit en capitales (les noms de famille non plus), ni en gras, ni en italique, ni en « petit »…
- Le gras n'est utilisé que pour surligner le titre de l'article dans l'introduction, une seule fois.
- L'italique est rarement utilisé : mots en langue étrangère, titres d'œuvres, noms de bateaux, etc.
- Les citations ne sont pas en italique mais en corps de texte normal. Elles sont entourées par des guillemets français : « et ».
- Les listes à puces sont à éviter, des paragraphes rédigés étant largement préférés. Les tableaux sont à réserver à la présentation de données structurées (résultats, etc.).
- Les appels de note de bas de page (petits chiffres en exposant, introduits par l'outil «  Source ») sont à placer entre la fin de phrase et le point final[comme ça].
- Les liens internes (vers d'autres articles de Wikipédia) sont à choisir avec parcimonie. Créez des liens vers des articles approfondissant le sujet. Les termes génériques sans rapport avec le sujet sont à éviter, ainsi que les répétitions de liens vers un même terme.
- Les liens externes sont à placer uniquement dans une section « Liens externes », à la fin de l'article. Ces liens sont à choisir avec parcimonie suivant les règles définies. Si un lien sert de source à l'article, son insertion dans le texte est à faire par les notes de bas de page.
- La présentation des références doit suivre les conventions bibliographiques. Il est recommandé d'utiliser les modèles {{Ouvrage}}, {{Chapitre}}, {{Article}}, {{Lien web}} et/ou {{Bibliographie}}. Le mode d'édition visuel peut mettre en forme automatiquement les références.
- Insérer une infobox (cadre d'informations à droite) n'est pas obligatoire pour parachever la mise en page.

Pour une aide détaillée, merci de consulter Aide:Wikification.
Si vous pensez que ces points ont été résolus, vous pouvez retirer ce bandeau et améliorer la mise en forme d'un autre article.
 (novembre 2021).
Si vous disposez d'ouvrages ou d'articles de référence ou si vous connaissez des sites web de qualité traitant du thème abordé ici, merci de compléter l'article en donnant les références utiles à sa vérifiabilité et en les liant à la section « Notes et références ».
Ryzen
L'AMD Athlon X4 est une série de microprocesseurs d'entrée de gamme pour ordinateurs personnels. Ces processeurs se distinguent de la série Fusion de la même époque en raison de l'absence de GPU intégré.

## "Richland" (2013, 32 nm)
- Socket FM2
- CPU : 2 ou 4 coeurs Piledriver
- GPU : TeraScale 3 (VLIW4)
- MMX, SSE (1, 2, 3, 3s, 4a, 4.1, 4.2), AMD64, AMD-V, AES, AVX(1, 1.1), XOP, FMA, CVT16/F16C, BMI (ABM, TBM), Turbo Core 3.0, NX bit
- PowerNow!

| Modèle         | Nombre de cœurs | Fréquence | Cache                       | Cache    | Cache | Mult. | Tension | Révision | TDP   | HyperTransport | Référence                   | Commercialisation | Commercialisation | Commercialisation |
| Modèle         | Nombre de cœurs | Fréquence | L1 (Données + Instructions) | L2       | L3    | Mult. | Tension | Révision | TDP   | HyperTransport | Référence                   | Début             | Fin               |                   |
| -------------- | --------------- | --------- | --------------------------- | -------- | ----- | ----- | ------- | -------- | ----- | -------------- | --------------------------- | ----------------- | ----------------- | ----------------- |
| Athlon X4 750  | 4               | 3,4 GHz   | 4 × 16 Kio + 2 × 64 Kio     | 2 × 2 MB | -     |       |         |          | 65 W  |                | AD750XOKA44HL               | 2013              |                   |                   |
| Athlon X4 760K | 4               | 3,8 GHz   | 4 × 16 Kio + 2 × 64 Kio     | 2 × 2 MB | -     |       |         |          | 100 W |                | AD760KWOA44HL AD760KWOHLBOX | Juin 2013         |                   |                   |

## "Kaveri" (2014, 28 nm)
- Socket FM2+ pour PCIe 3.0
- Architecture CPU de type CMT Steamroller
- Technologie HSA (voir HSA Foundation (en)) qui permet un espace d'adressage unique entre CPU et GPU
- Contrôleur mémoire jusqu'à la DDR3-2 400 MHz

| Modèle         | Nombre de cœurs | Fréquence | Cache                       | Cache    | Cache | Mult. | Tension | Révision | TDP  | HyperTransport | Référence                                               | Commercialisation | Commercialisation | Commercialisation |
| Modèle         | Nombre de cœurs | Fréquence | L1 (Données + Instructions) | L2       | L3    | Mult. | Tension | Révision | TDP  | HyperTransport | Référence                                               | Début             | Fin               |                   |
| -------------- | --------------- | --------- | --------------------------- | -------- | ----- | ----- | ------- | -------- | ---- | -------------- | ------------------------------------------------------- | ----------------- | ----------------- | ----------------- |
| Athlon X4 830  | 4               | 3,0 GHz   | 4 × 16 Kio + 2 × 96 Kio     | 2 × 2 MB | -     |       |         |          | 65 W |                | AD830XYBI44JA                                           | -                 |                   |                   |
| Athlon X4 840  | 4               | 3,1 GHz   | 4 × 16 Kio + 2 × 96 Kio     | 2 × 2 MB | -     |       |         |          | 65 W |                | AD840XYBI44JA                                           | Août 2014         |                   |                   |
| Athlon X4 860K | 4               | 3,7 GHz   | 4 × 16 Kio + 2 × 96 Kio     | 2 × 2 MB | -     |       |         |          | 95 W |                | AD860KXBI44JA AD860KXBJABOX AD860KWOHLBOX AD860KXBJASBX | Août 2014         |                   |                   |
| Athlon X4 870K | 4               | 3,9 GHz   | 4 × 16 Kio + 2 × 96 Kio     | 2 × 2 MB | -     |       |         |          | 95 W |                | AD870KXBI44JC AD870KXBJCSBX                             | -                 |                   |                   |
| Athlon X4 880K | 4               | 4,0 GHz   | 4 × 16 Kio + 2 × 96 Kio     | 2 × 2 MB | -     |       |         |          | 95 W |                | AD880KXBI44JC AD870KXBJCSBX                             | 1er Mars 2016     |                   |                   |

## "Carrizo" (2016, 28 nm)
- Socket FM2+ pour PCIe 3.0
- CPU à 4 coeurs basés sur la microarchitecture Excavator
- Contrôleur mémoire en double canal (2× 64 Bit) DDR3

| Modèle        | Nombre de cœurs | Fréquence | Cache                       | Cache    | Cache | Mult. | Tension | Révision | TDP  | HyperTransport | Référence                   | Commercialisation | Commercialisation | Commercialisation |
| Modèle        | Nombre de cœurs | Fréquence | L1 (Données + Instructions) | L2       | L3    | Mult. | Tension | Révision | TDP  | HyperTransport | Référence                   | Début             | Fin               |                   |
| ------------- | --------------- | --------- | --------------------------- | -------- | ----- | ----- | ------- | -------- | ---- | -------------- | --------------------------- | ----------------- | ----------------- | ----------------- |
| Athlon X4 835 | 4               | 3,1 GHz   | 4 × 32 Kio + 2 × 96 Kio     | 2 × 1 MB | -     |       |         |          | 65 W |                | AD835XACI43KA               | -                 |                   |                   |
| Athlon X4 845 | 4               | 3,5 GHz   | 4 × 32 Kio + 2 × 96 Kio     | 2 × 1 MB | -     |       |         |          | 65 W |                | AD845XYBJCSBX AD845XACKASBX | 2 Février 2016    |                   |                   |

## "Bristol Ridge" (2017, 28 nm)
- Socket AM4, support de PCIe 3.0
- CPU à quatre coeurs basés sur la microarchitecture Excavator
- Contrôleur mémoire DDR4 double canal
- MMX, SSE(1, 2, 3, 3s, 4a, 4.1, 4.2), AMD64, AMD-V, AES, AVX(1, 1.1, 2), XOP (en), FMA(4, 3), CVT16/F16C, BMI, (ABM, TBM), Turbo Core 3.0, NX bit

| Modèle        | Step. | CPU              | CPU         | CPU         | CPU                              | CPU     | GPU    | GPU    | GPU   | Mémoire DDR4 supportée | TDP (W) | Date de sortie  | Référence                   |
| Modèle        | Step. | Nombre de coeurs | Freq. (GHz) | Freq. (GHz) | Cache                            | Cache   | Modèle | Config | Freq. | Mémoire DDR4 supportée | TDP (W) | Date de sortie  | Référence                   |
| Modèle        | Step. | Nombre de coeurs | Base        | Turbo       | L1 (Données + Instructions) (ko) | L2 (Mo) | Modèle | Config | Freq. | Mémoire DDR4 supportée | TDP (W) | Date de sortie  | Référence                   |
| ------------- | ----- | ---------------- | ----------- | ----------- | -------------------------------- | ------- | ------ | ------ | ----- | ---------------------- | ------- | --------------- | --------------------------- |
| Athlon X4 940 | A1    | 4                | 3.2         | 3.6         | 4 x 32 + 2 x 96                  | 2x 1    | NC     | NC     | NC    | 2400                   | 65      | 27 juillet 2017 | AD940XAGM44AB AD940XAGABBOX |
| Athlon X4 950 | A1    | 4                | 3.5         | 3.8         | 4 x 32 + 2 x 96                  | 2x 1    | NC     | NC     | NC    | 2400                   | 65      | 27 juillet 2017 | AD950XAGM44AB AD950XAGABBOX |
| Athlon X4 970 | A1    | 4                | 3.8         | 4.0         | 4 x 32 + 2 x 96                  | 2x 1    | NC     | NC     | NC    | 2400                   | 65      | 27 juillet 2017 | AD970XAUM44AB AD970XAUABBOX |